# Wilhelm Busch (Pfarrer, 1868)
Wilhelm Busch (* 3. Juni 1868; † 31. Oktober 1921 in Frankfurt am Main) war ein deutscher evangelischer Theologe, der vor allem in Wuppertal und Frankfurt am Main als Pfarrer wirkte.

## Familie
Wilhelm Busch war der Sohn eines Waisenhaus-Leiters und Lehrers in Elberfeld.
Am 26. September 1894 heiratete er Johanna Kullen, die aus Hülben von der Schwäbischen Alb stammte. Ihre Familie war eine vom Schwäbischen Pietismus geprägte „Lehrerdynastie“, die in das frühe 18. Jahrhundert zurückreichte. Der Ehe entstammten neun Kinder, fünf Töchter und vier Söhne. Wilhelm, Johannes und Friedrich wurden wie der Vater Theologen. Während des Nationalsozialismus erhielten sie zeitweilig Lehr- und Predigtverbot. Zu den Töchtern zählen Johanna, verh. Stöffler, Lydia, verh. Eißler und Maria, verh. Scheffbuch, die allesamt bedeutende Theologen als Söhne hatten; Tochter Johanna und ihr Ehemann Eugen Stöffler gehören zu den Gerechten unter den Völkern, da sie als Glied in der Württembergischen Pfarrhauskette Jüdinnen und Juden versteckten und ihnen das Leben retteten. Enkel sind unter anderem der Karl-Barth-Biograph Eberhard Busch, Rolf Scheffbuch, Winrich Scheffbuch sowie Konrad Eißler. Eine Urenkelin ist die Historikerin Hedwig Richter.

## Werdegang
Busch studierte in Basel, Halle und Greifswald und wurde in Theologie promoviert. Ab 1894 wirkte Busch in der neu gegründeten Kirchengemeinde von Dahlerau, nachdem er bereits einige Zeit zuvor von seinen deutschlandweiten Reisen wieder nach Barmen zurückgekehrt war.
Aus der kleinen Gemeinde in Dahlerau wurde Busch anschließend in die Industriestadt Elberfeld abberufen, wo er im Hombücheler Versammlungshaus und in der Trinitatiskirche wirkte. Er widmete sich in der Zeit der Sozialen Frage der Arbeitermission. Er war sehr in der Vereinsarbeit engagiert und regte auch den Bau des Katernberger Vereinshauses an, das er im April 1904 eröffnete.
Auf Betreiben des dort ansässigen Arztes Moritz Schmidt-Metzler zog Busch 1906 mit seiner Familie nach Frankfurt, wo er die Lukasgemeinde in einem neu erschlossenen Viertel von Sachsenhausen übernahm. Er war ein überaus beliebter Pfarrer, der eine moderne Gemeindearbeit mit Hausbesuchen und intensiver Vereinsarbeit leistete. Der so gewachsenen Gemeinde wurde anstelle des Gemeindesaales die neue Lukaskirche errichtet, die am 12. Oktober 1913 durch Wilhelm Busch eingeweiht wurde. Während des Ersten Weltkriegs ließ er den Lukas-Gemeindesaal zu einem Lazarett mit 40 Betten umfunktionieren.

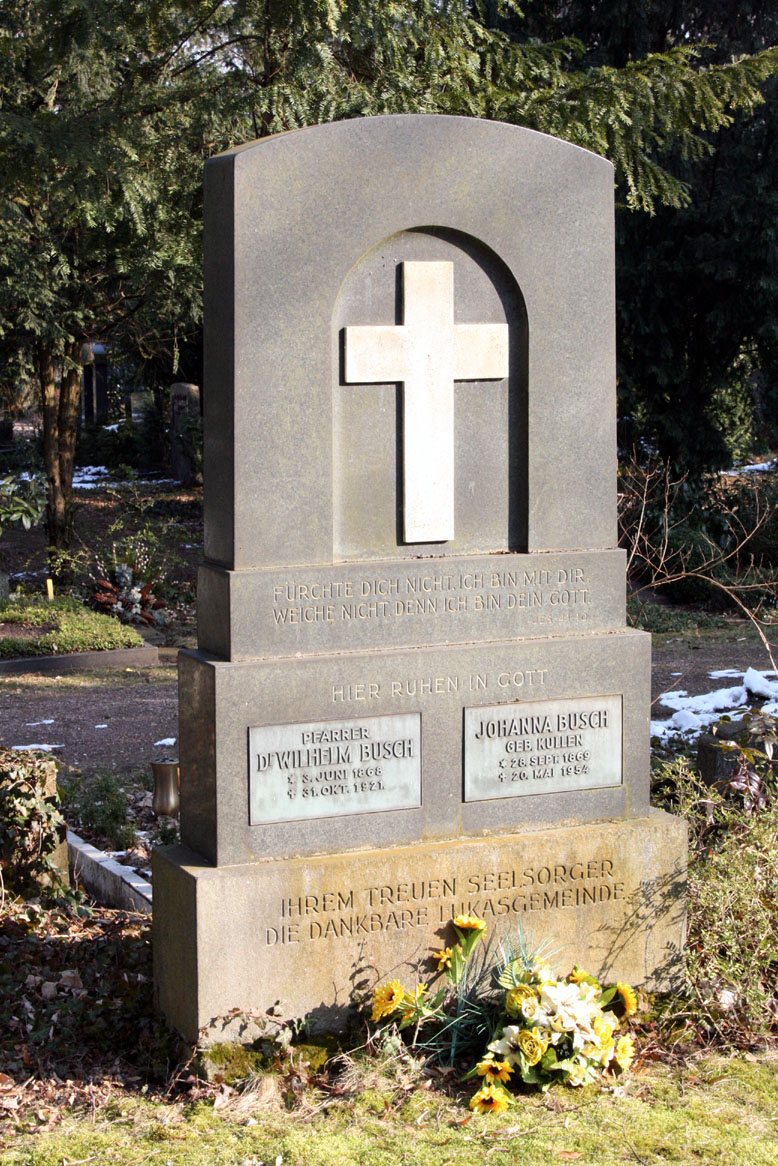
Ehrengrabmal des Ehepaars Wilhelm und Johanna Busch auf dem Frankfurter Südfriedhof

Wilhelm Busch unternahm Missionsreisen nach Österreich und Spanien, wo Katholiken zur Evangelischen Kirche konvertiert werden sollten.

## Schriften
- Tante Hanna. Ein Wuppertaler Original (1904)
- Die Bücher Esra, Nehemia und Esther in religiösen Betrachtungen für das moderne Bedürfnis (1912)
- Die Dämme in Gefahr (1913)
- Die Bücher Jona, Micha und Nahum in religiösen Betrachtungen für das moderne Bedürfnis (1914)
- Der Kriegsmann im Felde (1914)
- Gegenseitige Befruchtung von Gemeinschaft und Kirche (1918)
- Was sagt die Bibel zu den neuzeitlichen Gedanken vom Völkerbund, Kommunismus u.a.? (1919)
- Die Offenbarung des Johannes in religiösen Betrachtungen für das moderne Bedürfnis (1920)
- Aus einem schwäbischen Dorfschulhaus (Familie Kullen). 2. Aufl. Elberfeld (1906).